# W48 (核砲弾)
W48とはアメリカ合衆国が開発、配備した核砲弾である。
核兵器としては最も小型な部類でアメリカ陸軍の標準的な155mm榴弾砲から発射するように作られていた。1963年に製造が開始され、1992年には全て引退した。

## スペック
- 直径：155mm(6.1インチ)
- 長さ：845mm(33.3インチ)
- 重量：58kg(128ポンド)
- 核出力：TNT換算72トン（0.072キロトン）

## 構造
核には体積657cm3、直径10.8cmの大きさに加工された密度19.8g/cm3のアルファ型プルトニウム13キログラムを使用している。
これは22キロトンの威力を持つファットマンよりも多いが実際の威力は0.072キロトンしかなく、非常に低威力である。
これは核分裂の効率が非常に悪い為である。
同年代の高性能な100キロトンクラスの核兵器3発分に近い分量のプルトニウムを使用しながら威力は100分の1以下という効率の悪さは小型化のために全てを犠牲にした設計だと見ることが出来る。
そのため、ひどく無駄遣いな兵器だと言われている。
核兵器としては直径155mmは実用化した最小のサイズであるが、核兵器技術者のセオドア・ブリュースター・テイラー(Ted Taylor)は105mmが可能だと主張しているが実用化はされていない。
高価なプルトニウムを大量に必要とするため、コストは高く一発あたり125万ドルと言われている。